# Antiche unità di misura del circondario di Modica
Sono qui riportate le conversioni tra le antiche unità di misura in uso nel circondario di Modica e il sistema metrico decimale, così come stabilite ufficialmente nel 1877; non si riportano le unità di misura e di peso stabilite con la riforma del 1809, rese uniformi nell'intero Regno di Sicilia.
Nonostante l'apparente precisione nelle tavole, in molti casi è necessario considerare che i campioni utilizzati erano di fattura approssimativa o discordanti tra loro.

## Misure di lunghezza
Nel 1877 sono indicate in uso solo le unità ufficiali del 1809.

## Misure di superficie
Nel 1877, oltre alle unità ufficiali del 1809, sono indicate in uso alcune misure abusive.
| Comuni                                                                         | Denominazione | Valore   | Unità |
| ------------------------------------------------------------------------------ | ------------- | -------- | ----- |
| Modica, Pozzallo, Ragusa, Santa Croce, Camerina, Scicli, Spaccaforno, Vittoria | Salma         | 27908,53 | m²    |
| Modica, Pozzallo, Ragusa, Santa Croce, Camerina, Scicli, Spaccaforno, Vittoria | Tomolo        | 1744,28  | m²    |
| Biscari, Comiso, Monterosso                                                    | Salma         | 30546,15 | m²    |
| Biscari, Comiso, Monterosso                                                    | Tomolo        | 1909,13  | m²    |
| Chiaramonte                                                                    | Salma         | 33493,58 | m²    |
| Chiaramonte                                                                    | Tomolo        | 2093,35  | m²    |
| Giarratana                                                                     | Salma         | 34297,43 | m²    |
| Giarratana                                                                     | Tomolo        | 2143,59  | m²    |

La salma abusiva si divide in 16 tomoli.
Il tomolo di Modica è di 416 5/8 canne quadrate abolite di Palermo.
Il tomolo di Biscari è di 456 canne quadrate abolite di Palermo.
Il tomolo di Chiaramonte è di 500 canne quadrate abolite di Palermo.
Il tomolo di Giarratana è di 512 Canne quadrate abolite di Palermo.

## Misure di volume
Nel 1877 sono indicate in uso solo le unità ufficiali del 1809.

## Misure di capacità per gli aridi
Nel 1877, oltre alle unità ufficiali del 1809, sono indicate in uso alcune misure abusive.
| Comuni         | Denominazione               | Valore   | Unità |
| -------------- | --------------------------- | -------- | ----- |
| Tutti i comuni | Salma per frumento e legumi | 343,8611 | L     |
| Comiso         | Salma per legumi            | 365,3524 | L     |
| Scicli         | Salma per legumi            | 386,8437 | L     |

La salma per frumento e legumi usata in tutti i comuni del circondario è di 20 tomoli rasi.
La salma per legumi di Comiso è di tomoli rasi 21 1/4.
La salma per legumi di Scicli è di tomoli rasi 22 1/2.

## Misure di capacità per i liquidi
Nel 1877, oltre alle unità ufficiali del 1809, sono indicate in uso alcune misure abusive.
| Comuni               | Denominazione    | Valore    | Unità |
| -------------------- | ---------------- | --------- | ----- |
| Modica               | Botte per mosto  | 603,8536  | L     |
| Modica               | Salma per mosto  | 100,6423  | L     |
| Modica               | Botte per vino   | 603,8563  | L     |
| Modica               | Salma per vino   | 100,6423  | L     |
| Pozzallo             | Botte            | 603,8536  | L     |
| Biscari              | Botte per mosto  | 1114,1098 | L     |
| Biscari              | Botte per vino   | 1031,5832 | L     |
| Chiaramonte          | Salma per mosto  | 254,7507  | L     |
| Chiaramonte          | Salma per vino   | 235,8803  | L     |
| Comiso, Vittoria     | Botte per mosto  | 1006,4226 | L     |
| Comiso, Vittoria     | Botte per vino   | 956,1015  | L     |
| Monterosso Almo      | Salma            | 251,6057  | L     |
| Giarratana           | Salma per mosto  | 157,2535  | L     |
| Giarratana           | Salma per vino   | 150,9634  | L     |
| Scicli               | Salma per mosto  | 106,1461  | L     |
| Santa Croce Camerina | Barile per mosto | 81,7718   | L     |
| Santa Croce Camerina | Barile per vino  | 78,6268   | L     |
| Ragusa               | Barile           | 78,6268   | L     |
| Spaccaforno          | Salma per mosto  | 112,1742  | L     |
| Spaccaforno          | Salma per vino   | 112,1742  | L     |

Il barile legale si divide in 2 quartare, la quartara in 20 quartucci, il quartuccio in 2 caraffe, la caraffa in 2 bicchieri.
Otto barili fanno la salma. Quattro salme fanno la botte.
La botte per mosto di Modica si divide in 6 salme, la salma per mosto in 12 mezzarole, la mezzarola per mosto in quartucci 13 1/3. 
La botte per vino di Modica, la stessa usata pel mosto, si divide pure in 6 salme, la salma per vino si divide in 8 quartare, la quartara per vino in 20 quartucci.
Il quartuccio è di once 24, peso d'acqua, corrispondente a litri 0,629014.
La botte di Pozzallo, usata per mosto e per vino, la stessa di Modica, si divide sempre in 6 salme, la salma in 8 quartare, la quartara in 20 quartucci. Il quartuccio è lo stesso di Modica, cioè di once 24 peso d'acqua.
La botte per mosto e la botte per vino di Biscari si dividono in 12 barili, il barile per mosto e il barile per vino in 8 quartare, la quartara per mosto si divide in quarlucci 13 1/2, la quartara per vino in quartucci 12 1/2. Il quartuccio è il legale, cioè di once 30 peso d'olio.
La botte per mosto e la botte per vino di Chiaramonte si dividono in 3 barili, il barile per mosto e il barile per vino in 8 quartare, la quartara per mosto in quartucci 13 1/2, la quartara per vino in quartucci 12 1/2.
Il Quartuccio è di Once 30 peso d'acqua, corrispondente a litri 0,786268.
La botte per mosto e la botte per vino di Comiso si dividono in 12 barili, il barile per mosto e il barile per vino in 8 quartare, la quartara per mosto in 10 quartucci, la quartara per vino in quartucci 9 1/2. Il quartuccio è di once 40 peso d'acqua, corrispondente a litri 1,048357.
La salma di Monterosso si divide in 16 quartare, la quartara in 20 quartucci.
Il quartuccio è di once 30 peso d'acqua, corrispondente a litri 0,786268.
La salma per mosto e la salma per vino di Giarratana si dividono in 8 quartare, la quartara per mosto e la quartara per vino in 2 mezzarole, la mezzarola per mosto in quartucci 12 1/2, la mezzarola per vino in 12 quartucci.
Il quartuccio è di once 30 peso d'acqua, corrispondente a litri 0,786268.
La salma per mosto di Scicli si divide in 12 mezzarole, la mezzarola in quartucci 11 1/4.
Il quartuccio è di once 30 peso d'acqua, eguale a litri 0,786268.
Il barile per mosto e il barile per vino di Santa Croce Camerina si dividono in 8 quartare, la quartara per mosto in 13 quartucci, la quartara per vino in quartucci 12 1/2.
Il quartuccio è di once 30 peso d'acqua, eguale a litri 0,786268.
Il barile di Ragusa, lo stesso usato pel vino in Santa Croce, si divide in 100 quartucci.
Il quartuccio è di once 30 peso d'acqua.
La salma di Spaccaforno è la stessa per il mosto e per il vino.
Quando si usa per il mosto si divide in 12 mezzarole, la mezzarola in quartucci 13 1/3. Quando si usa per il vino si divide in 8 quartare, la quartara in 20 quartucci.
Il quartuccio è di once 26 3/4 peso d'acqua, eguale a litri 0,701089.
| Comuni                                   | Denominazione                                 | Valore  | Unità |
| ---------------------------------------- | --------------------------------------------- | ------- | ----- |
| Chiaramonte                              | Cafiso di rotoli 12 1/2 = 9,918 kg            | 10,7457 | L     |
| Biscari, Vittoria                        | Cafiso di rotoli 20 = 15,868 kg               | 17,1931 | L     |
| Modica, Comiso, Pozzallo, Ragusa, Scicli | Cafiso di rotoli 13 e once 26 1/4 = 11,009 kg | 11,9277 | L     |
| Giarratana                               | Cafiso di rotoli 16 2/3 = 13,224 kg           | 14,3275 | L     |
| Monterosso                               | Cafiso di rotoli 16 = 12,695 kg               | 13,7544 | L     |
| Spaccaforno                              | Cafiso di rotoli 13 1/3 = 10,579 kg           | 11,4620 | L     |
| Santa Croce Camerina                     | Cafiso di rotoli 13 e once 22 1/2 = 10,910 kg | 11,8202 | L     |

## Pesi
Nel 1877, oltre alle unità ufficiali del 1809, sono indicate in uso alcune misure abusive.
| Comuni         | Denominazione            | Valore    | Unità |
| -------------- | ------------------------ | --------- | ----- |
| Tutti i comuni | Rotolo                   | 793,420   | g     |
| Tutti i comuni | Oncia alla sottile       | 26,447333 | g     |
| Tutti i comuni | Trappeso per gli orefici | 0,881578  | g     |

Negli usi locali si adopera il rotolo diviso in 30 once come peso alla sottile.
La libbra si usa anche dai farmacisti.
Gli orefici dividono la libbra in 12 Once, l'oncia in 30 trappesi, il trappeso in 16 cocci o denari.

## Territorio
Nel 1874 nel circondario di Modica erano presenti 13 comuni divisi in 8 mandamenti.
- Chiramonte • Chiaramonte
- Comiso • Comiso, Santa Croce Camerina
- Modica • Modica
- Monterosso Almo • Giarratana, Monterosso Almo
- Ragusa Superiore • Ragusa Superiore, Ragusa Inferiore
- Scicli • Scicli
- Spaccaforno • Pozzallo, Spaccaforno
- Vittoria • Biscari, Vittoria